# ام بل
ام بل یک منطقهٔ مسکونی در سودان است که در کردفان شمالی واقع شده‌است.